# Raids vénitiens sur Tunis (1784–1788)

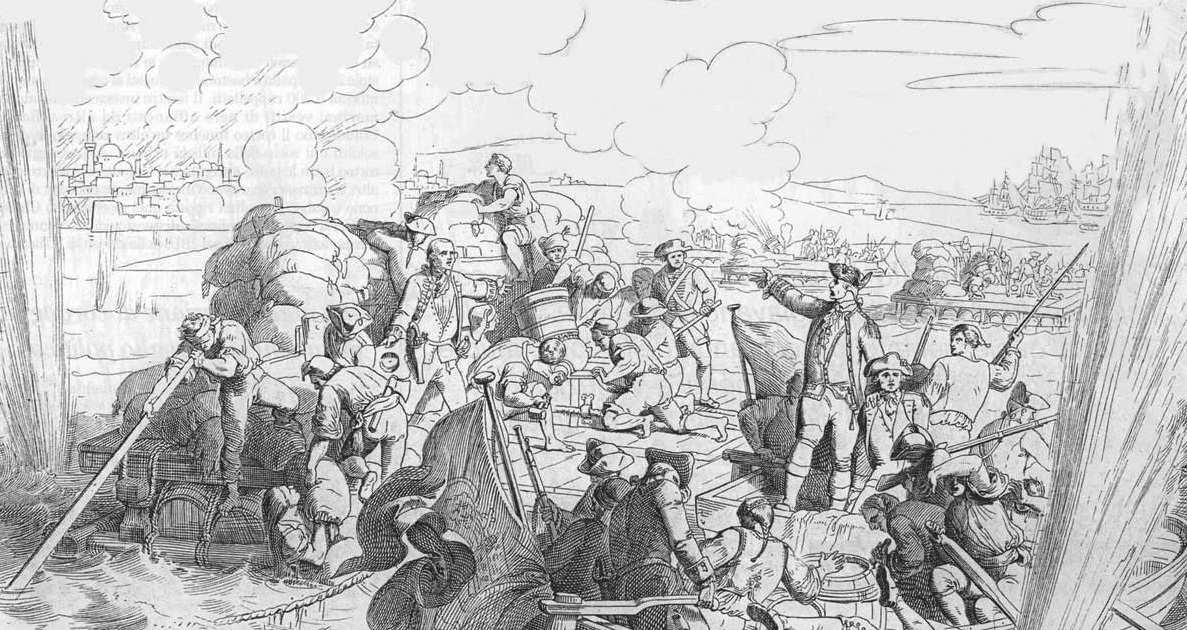
Angelo Emo bombarde la ville de Sfax avec des batteries flottantes, dessin de 1850 de Giuseppe Gauteri.

Les raids vénitiens sur Tunis (1784–1788) sont une série de bombardements navals vénitiens de Tunis et de diverses villes de sa régence afin de forcer son bey, Hammouda Pacha, à cesser de soutenir les pirates barbaresques qui harcèlent les routes commerciales de Venise. La campagne dure quatre ans, au cours desquels la flotte vénitienne aux ordres d'Angelo Emo augmente en nombre et en puissance.

## Déroulement des opérations
Le 6 mars 1784 Angelo Emo est élu Capitano Straordinario delle Navi (commandant en chef de la flotte à voile) pour affronter le bey de Tunis, qui a déclaré la guerre à la république de Venise après qu'un navire vénitien chargé de marchandises provenant des côtes de la Barbade ait été brûlé par les autorités maltaises parce qu'il était infecté par la peste. Le 21 juin, Emo quitte Venise pour Corfou à la tête d'une escadre composée des navires de ligne Fama, Forza et Palma, des frégates Concordia, Sirena, Brillante, Pallade et Venere, du chebec Triton, des bombardes Distruzione et Polonia, de la galiote Esploratore et du navire-hôpital Kav. Angelo. La flotte est rapidement rejointe par le navire de ligne Concordia et les chebecs Cupido et Nettuno, mais laisse le Triton derrière elle lorsqu'elle met le cap sur la Tunisie le 12 août.
Ralentie par les intempéries, l'escadre, après une brève escale aux bouches de Kotor afin d'embarquer une compagnie de soixante marins arrive à Corfou en juillet 1784.
À l'époque, en Dalmatie la peste bubonique ravage la ville de Split. Les ports et villes de cette province étant en quarantaine, Emo ne peut jeter l'ancre dans le port de Kotor avant le 7 août. Les Vénitiens commencent à faire des exercices de tir avec les mortiers lourds des bombardiers (deux de 340 livres et deux de 135 livres), qui mettent en évidence quelques défauts. À Corfou, l'escadre est rejoint par la frégate de 56 canons Concordia et un autre chebec de 22 canons.
Le 18 août, Emo est en vue de la Sicile. Le 26 août, il passe l'île de Malte et, le 30 août, il arrive dans le golfe de Tunis. L'escadre, surprise par le mauvais temps, est immobilisée pendant trois jours. Le 3 septembre, les navires vénitiens, alors qu'ils naviguent pour se rapprocher de la ville, portent secours et libèrent une tartane napolitaine capturée par les pirates barbaresques.
L'expédition continue d'être frappée par le mauvais temps et malgré cela, dans une série d'expéditions au cours des trois années suivantes, il bombarde à plusieurs reprises Sousse (le 5 octobre 1784, pendant trois nuits en avril 1785, et les 26 septembre et 6 octobre 1787), Bizerte (du 30 mai au 10 août 1787), Sfax (du 15 au 17 août 1785, et les 6, 18 et 22 mars, le 30 avril et le 4 mai 1786), et La Goulette (les 1er, 3, 5 et 9 octobre 1788). Ces opérations causent de grands dégâts et de nombreuses victimes dans ces villes et confinent la flotte tunisienne dans ses ports. Cependant, le mauvais temps et les eaux peu profondes convainquent Angelo Emo de renoncer, laissant quelques navires sous le commandement de Tommaso Condulmer (it) pour garantir le blocus naval.
La régence de Tunis soutenue par la régence d'Alger ne cédant pas, le Sénat de Venise, inquiet des nouvelles venant de France concernant la révolution et malgré les dégâts causés aux villes tunisiennes, préfère signer un accord de paix avec la régence de Tunis.
En attendant de rejoindre le reste de la flotte à Malte, Emo meurt le 1er mars 1792, après avoir appris qu'une paix défavorable à Venise avait été conclue avec Tunis sans qu'il ait été consulté.